# Epimachus meyeri
El ave del paraíso de Meyer (Epimachus meyeri) es una especie de ave paseriforme de la familia Paradisaeidae. Es un ave del paraíso de gran tamaño, con una longitud mayor a los 96 cm, presenta un plumaje iridiscente de color azul oscuro y verde, pico curvo con forma de hoz e iris de color azul pálido. Las plumas ventrales son de color marrón. Al igual que otras aves de paraíso, esta especie exhibe un éxtra-fuerte dimorfismo sexual. El macho se encuentra adornado por grandes plumas ornamentales a los lados de su espalda y una gran cola de plumas con forma de sable que son altamente apreciadas por los nativos. La hembra es un ave de color marrón rojizo con la parte inferior tachonada por pequeñas barras de color negro.

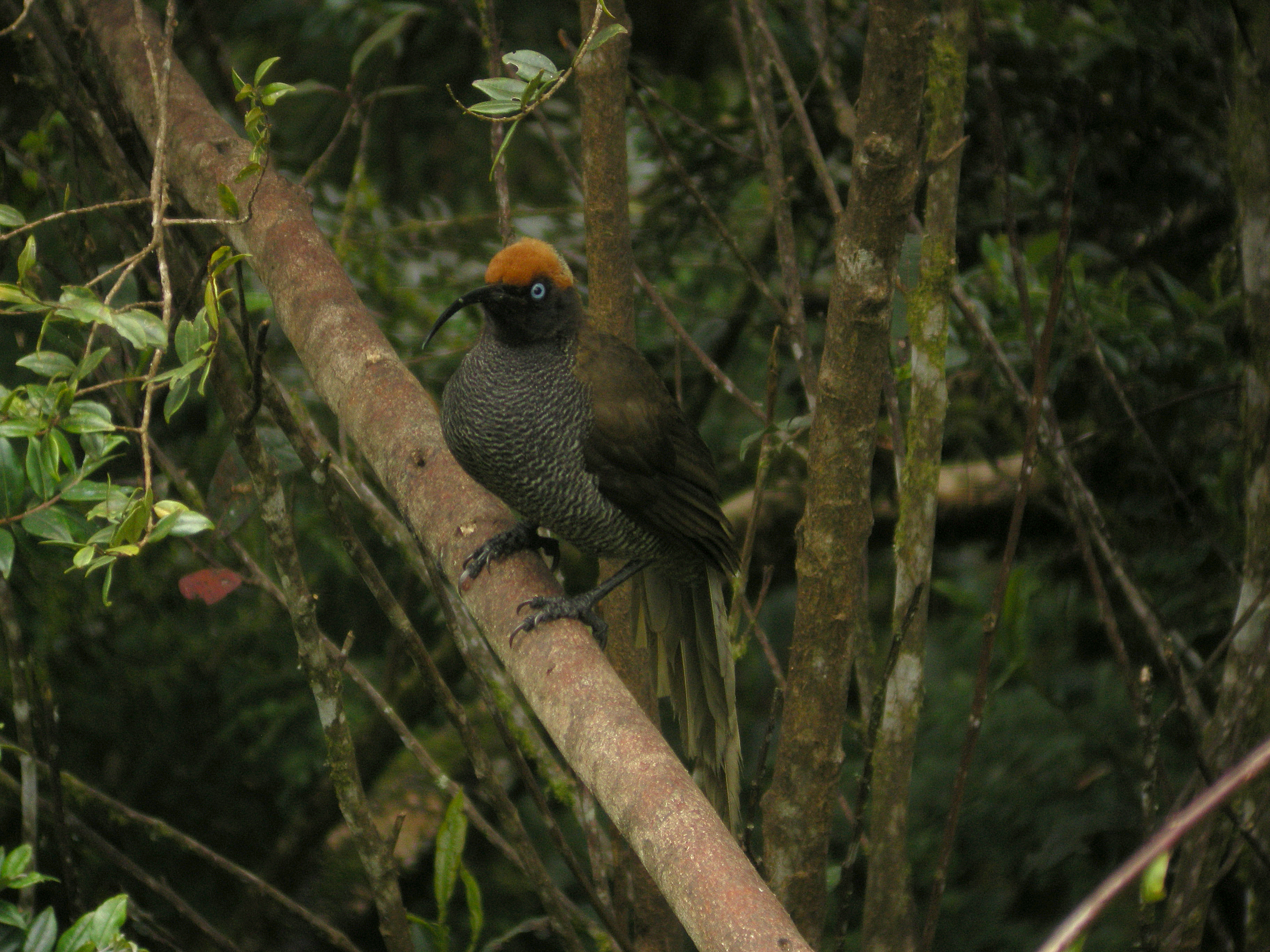
Hembra en Papúa, Nueva Guinea

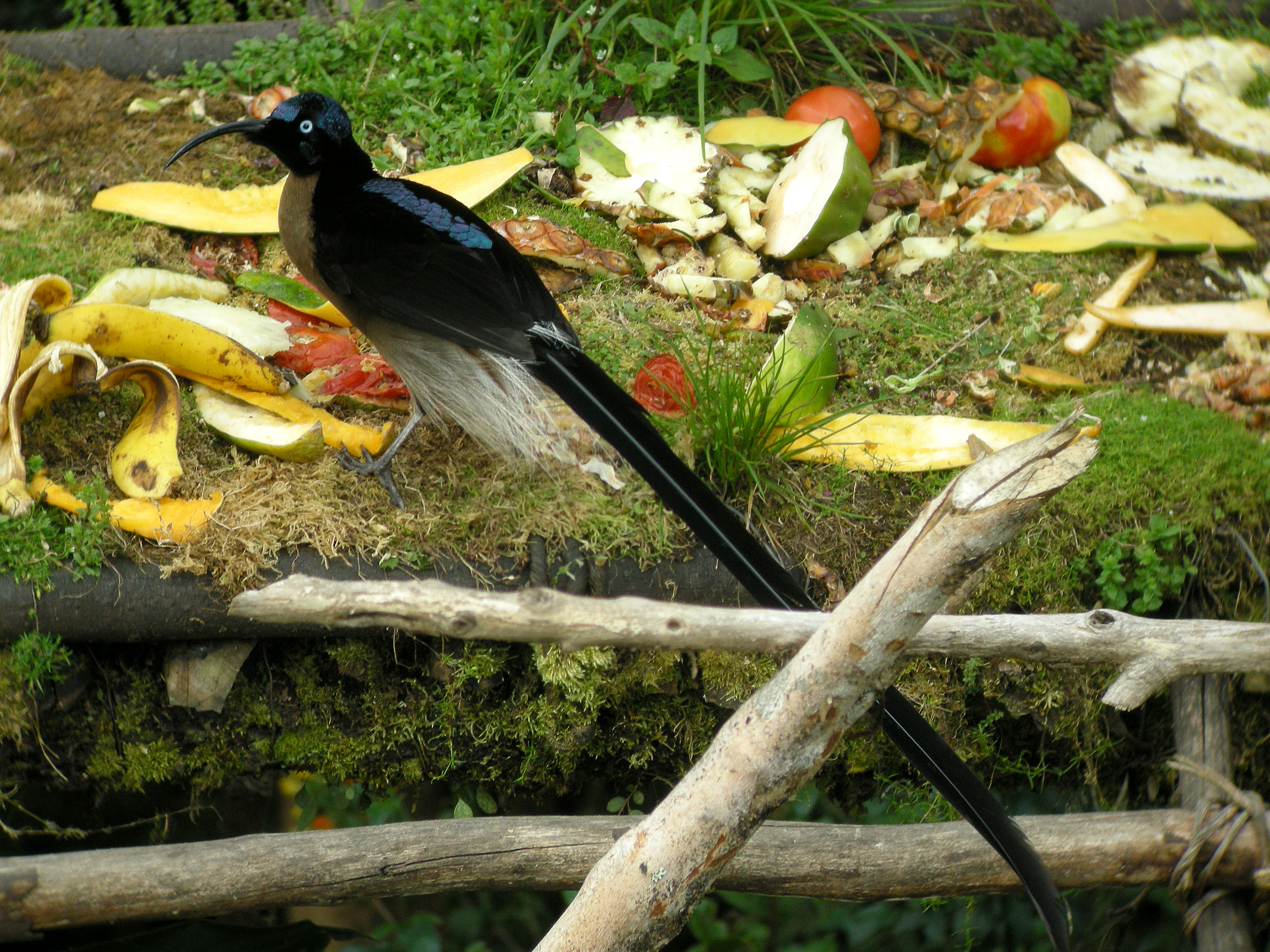
Macho en Papúa, Nueva Guinea

Epimachus meyeri se distribuye en los bosques montañosos de Nueva Guinea, su apariencia recuerda a la especie estrechamente relacionada Epimachus fastuosus. En las áreas donde estas dos grandes aves conviven, E. meyeri reemplaza a E. fastuosus a mayores altitudes.
Su dieta consiste principalmente en frutas, artrópodos y pequeños animales.
El ave fue descubierta por Carl Hunstein en 1884 y nombrada en honor a Adolf Bernard Meyer del Museo de Dresde, Alemania.
E. meyeri está considerada como especie de preocupación menor en la Lista Roja de la UICN. Se encuentra listado en el Apéndice II de la CITES.